# Dracoraptor
Dracoraptor is een geslacht van vleesetende theropode dinosauriërs, behorend tot de Neotheropoda, dat tijdens het vroege Jura leefde in het gebied van het huidige Wales. De enige benoemde soort is Dracoraptor hanigani.

## Vondst en naamgeving
In maart 2014 vonden de amateurpaleontologen Nick en Rob Hanigan, op zoek naar fossielen van Ichthyosauria, bij de klip van Lavernock Point, de grote kaap ten zuiden van Cardiff, brokken steen die van de zeven meter hoge rotswand waren gevallen met daarin het skelet van een kleine theropode. Na twee weken geleidelijk gedroogd te zijn onder natte kranten, werden door Judith Adams en Philip Manning van de brokken röntgenfoto's en CAT-scans gemaakt bij de Universiteit van Manchester. Het fossiel werd geschonken aan het Amgueddfa Cymru-National Museum of Wales. Daar werd het verder geprepareerd door Craig Chivers en Gary Blackwell. Op 20 juli 2015 vond student Sam Davies nog wat steenbrokken met voetbeenderen.

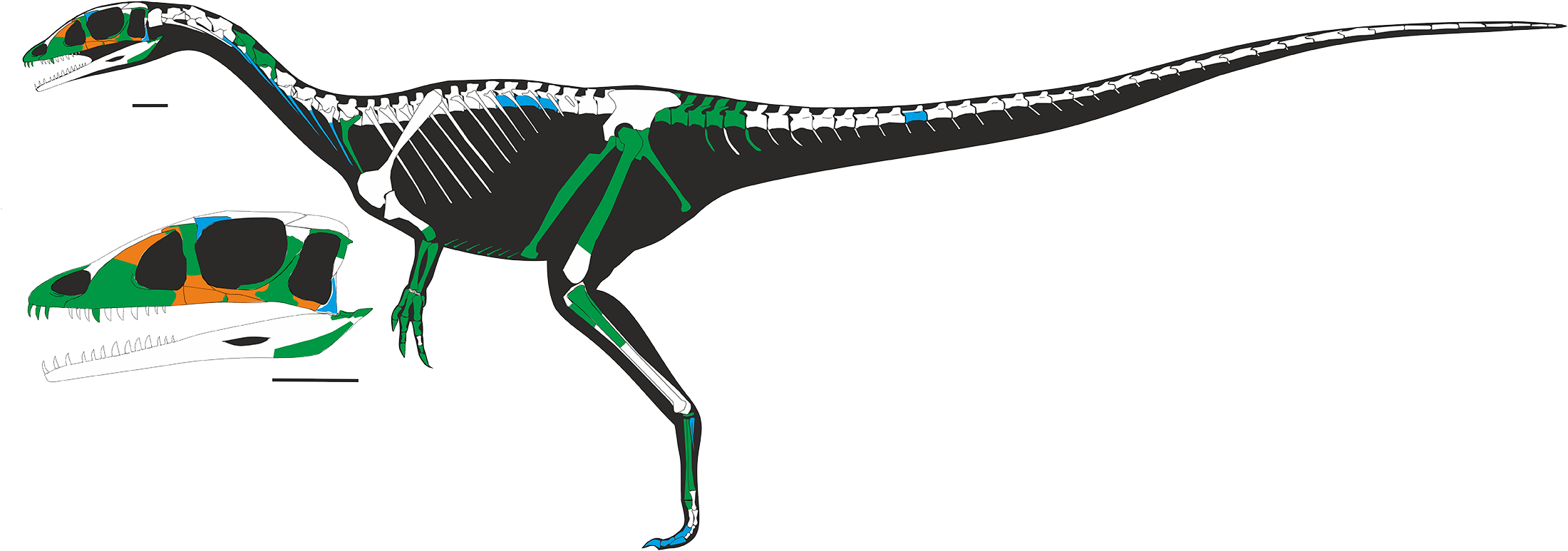
Een diagram met de gevonden beenderen in het groen en de afdrukken in het oranje

In 2016 werd de typesoort Dracoraptor hanigani benoemd en beschreven door David M. Martill, Steven U. Vidovic, Cindy Howells en John R. Nudds. De geslachtsnaam, die gesuggereerd werd door de gebroeders Hanigan zelf, combineert het Latijn draco, "draak", een verwijzing naar Y Ddraig Goch, het drakensymbool uit de vlag van Wales, met raptor, "rover", een gebruikelijk achtervoegsel in de namen van theropoden. De soortaanduiding eert Nick en Rob Hanigan als de ontdekkers. Wat zuiverder had de soortaanduiding in de genitief meervoud moeten staan wat "haniganorum" zou hebben opgeleverd; dergelijke onzorgvuldigheden mogen tegenwoordig niet meer worden geëmendeerd. Omdat de naam gepubliceerd werd in het elektronisch tijdschrift PLoS ONE waren Life Science Identifiers een voorwaarde voor de geldigheid. Voor de publicatie als zodanig is die urn:lsid:zoobank.org:pub:2146600F-0A2D-4815-8361-C009021B3513. De beschrijving is een voorlopige, in afwachting van een verdere preparering van de fossielen die nu nog grotendeels omvat worden door het moedergesteente.

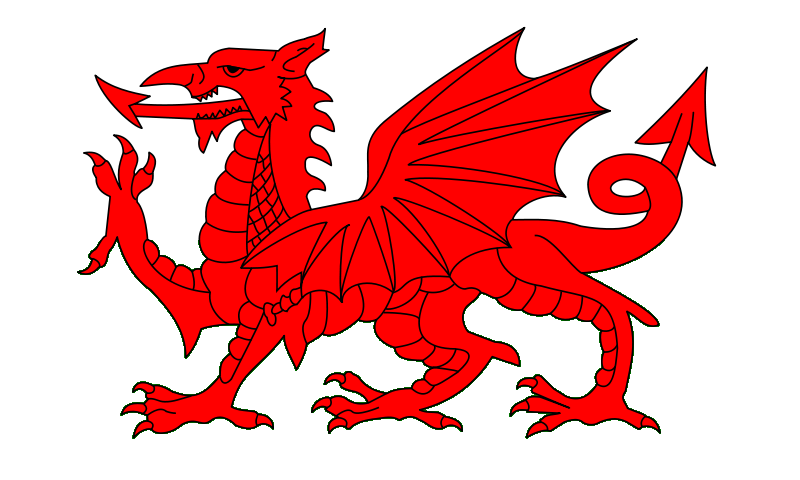
Y Ddraig Goch

Het holotype, NMW 2015.5G.1–2015.5G.11, is gevonden in een laag van de onderste Bull Cliff Member van de Blue Lias Formation die dateert uit het vroegste Hettangien, ongeveer 201,3 miljoen jaar oud plus of minus tweehonderdduizend jaar. Het bestaat uit een gedeeltelijk skelet met schedel van een onvolgroeid individu. Bewaard zijn gebleven: beide praemaxillae, beide bovenkaaksbeenderen, tanden, een traanbeen, een mogelijk neusbeen, een jukbeen, een postorbitale, een squamosum, een supraoccipitale, delen van de achterkanten van de onderkaken, een mogelijk tongbeen, twee halswervels, nekribben, achterste ruggenwervels, de vijf voorste staartwervels, een meer naar achteren gelegen staartwervel, ribben, ongeveer acht buikribben, chevrons, een onderste linkervoorpoot, een vorkbeen, beide schaambeenderen, een linkerzitbeen, een rechterdijbeen, een mogelijk scheenbeen, de bovenkant van een linkerkuitbeen, een linkersprongbeen, drie linkertarsalia, een linkermiddenvoet, de bovenkanten en onderkanten van drie rechtermiddenvoetsbeenderen en teenkootjes. Ongeveer 40% van de skeletelementen is aanwezig. De beenderen liggen slechts ten dele in verband maar hun kwaliteit is goed. Sommige schedelelementen en voetbeenderen zijn alleen aanwezig als afdrukken in het gesteente. Het vertegenwoordigt de meest volledig bekende Mesozoïsche theropode uit Wales en de derde Mesozoïsche dinosauriër die op grond van resten uit Wales benoemd is. Als de datering klopt, die de leeftijd op vlak na de grens tussen Trias en Jura bepaalt, zou Dracoraptor ook de oudste bekende dinosauriër uit het Jura zijn. De geologische lagen bestaan uit zeeafzettingen dus het kadaver is vermoedelijk in zee gespoeld; dinosauriërfossielen waren nooit eerder bij Lavernock Point gevonden.

## Beschrijving

### Grootte en onderscheidende kenmerken

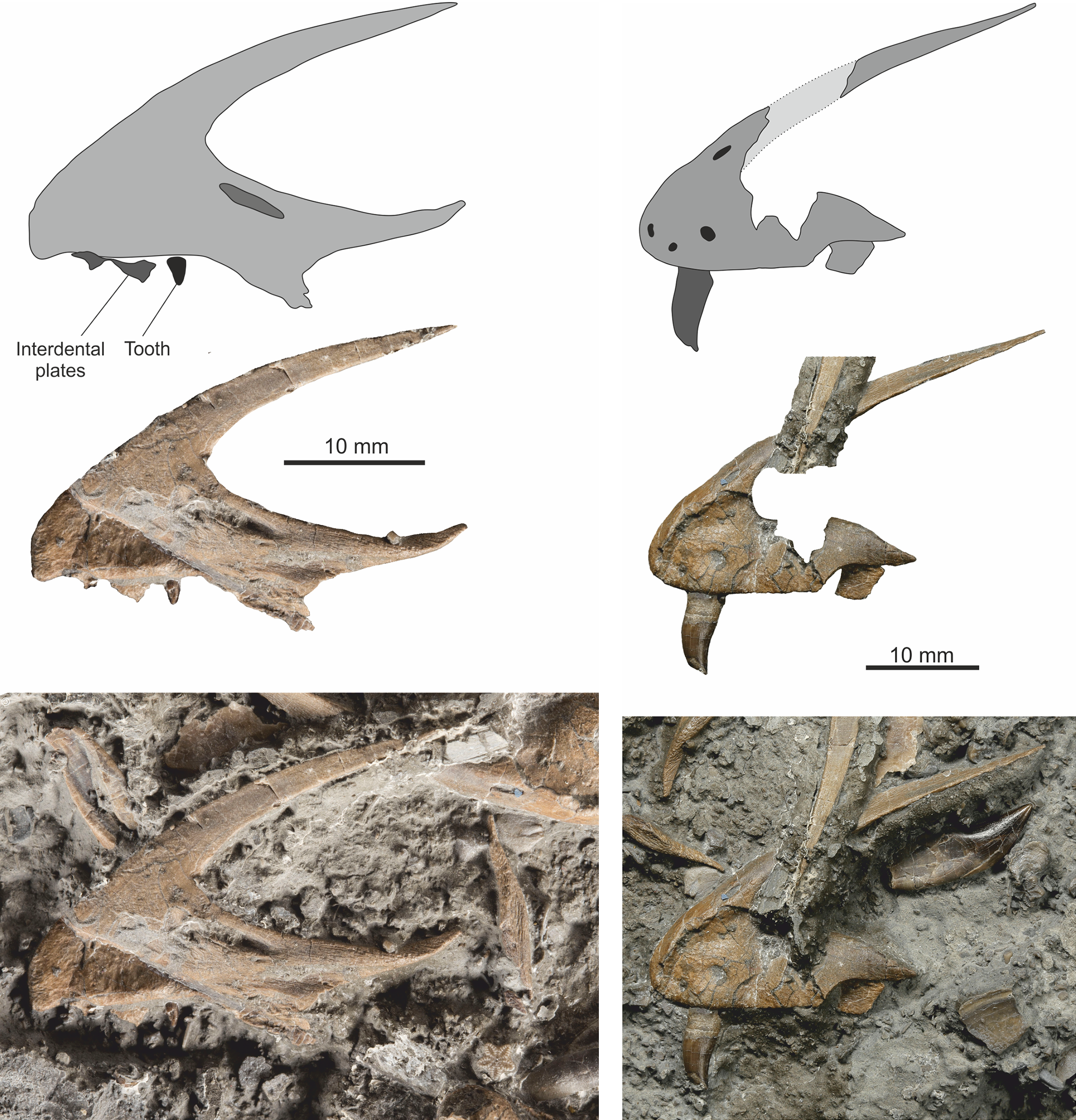
Beide praemaxillae, de voorste snuitbeenderen

Het holotype van Dracoraptor is ongeveer twee tot tweeënhalve meter lang met een heuphoogte van zeventig centimeter maar was nog onvolgroeid. In persberichten gaven de beschrijvers aan dat ze dachten dat volwassen exemplaren zo'n drie meter werden. In 2024 echter schatte Gregory. S. Paul de lengte op 180 centimeter bij een gewicht van vier kilogram.

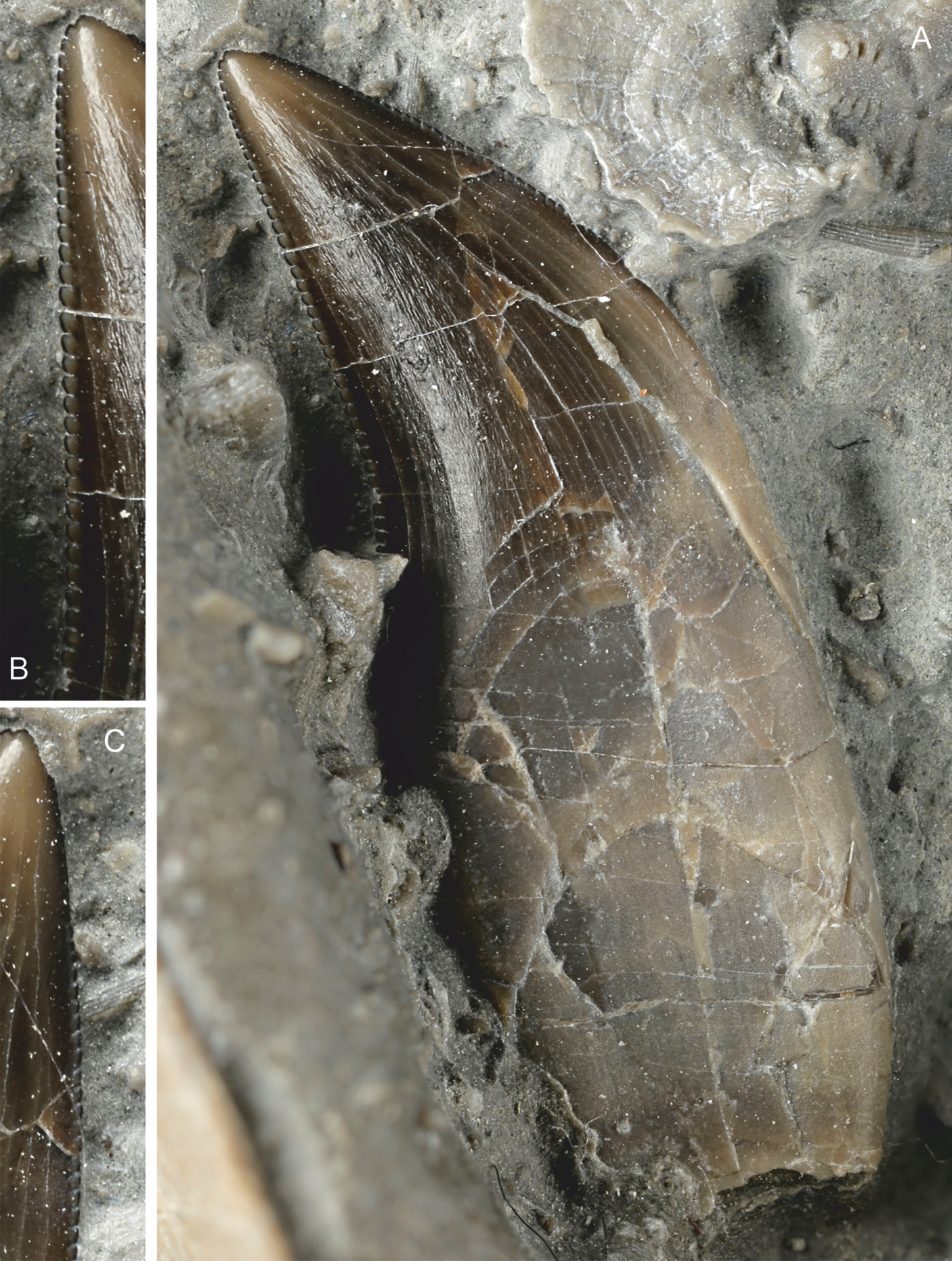
Een tand

De beschrijvers wisten enkele onderscheidende kenmerken vast te stellen. De praemaxilla draagt drie tanden. Het jukbeen heeft een dunne voorste tak naar het bovenkaaksbeen. Het neusgat is groot met eronder een dunne tak. Het schaambeen is schuin naar voren gericht en aanzienlijk langer dan het zitbeen. Aan de voorkant van het vierde tarsale bevindt zich een uitsteeksel.

### Skelet

#### Schedel
De schedel is relatief klein. De snuit is spits maar afgerond. De praemaxilla draagt drie tanden. Het bovenkaaksbeen draagt minstens zeven tanden. De tanden worden van achteren ondersteund door driehoekige interdentaalplaten. De tanden zijn dolkvormig en tamelijk groot, ook de premaxillaire. Zowel de voorrand als de achterrand van de tandkroon hebben kartelingen, zes tot acht per strekkende millimeter, maar alleen bij de achterrand lopen ze naar beneden door tot de kroonrand. De vertandingen worden naar boven iets kleiner. De praemaxilla omvat een grote schedelopening die geïnterpreteerd is als het neusgat. De tak van de praemaxilla onder het neusgat is lang en dun. Daarnaast tonen de praemaxillae verschillende vrij grote foramina die lastig te identificeren zijn. Het bovenkaaksbeen is hoog en driehoekig met een bol gebogen voorrand. De achterrand duidt op een korte maar hoge fenestra antorbitalis. De uitholling daaromheen is tamelijk ondiep.Het mogelijke neusbeen is langwerpig. Het traanbeen is langwerpig met een lichte insnoering en L-vormig. In de binnenhoek bevindt zich geen beenplooi die de fenestra antorbitalis overgroeit. Het jukbeen is lichtgebouwd met een rechte onderrand. De tak naar het traanbeen is dun maar niet gepunt; of deze tak afgerond is zoals typisch voor de Coelophysoidea, kon niet worden vastgesteld. De tak naar het postorbitale helt onder een hoek van 60° schuin naar achteren. Naar een in de lengterichting gelegen richel te oordelen, overlapte de achterste tak van het bovenkaaksbeen de voorste dunne tak van het jukbeen ten dele: het is de vraag hoe ver dit zich uitstrekt daar dit soort richels bij theropoden regelmatig voorkomt zonder overlapping.
Het supraoccipitale van het achterhoofd heeft een vierkant profiel. Het heeft duidelijke zijuitsteeksels voor het contact met de exoccipitalia waarmee het dus niet versmolten is. Het vormt de bovenrand van het achterhoofdsgat. De vorm van de bovenrand lijkt te duiden op grote achterste slaapvensters, fenestrae posttemporales, een zeer basaal kenmerk dat verder van de Dinosauria niet bekend is.

#### Postcrania

##### Wervelkolom

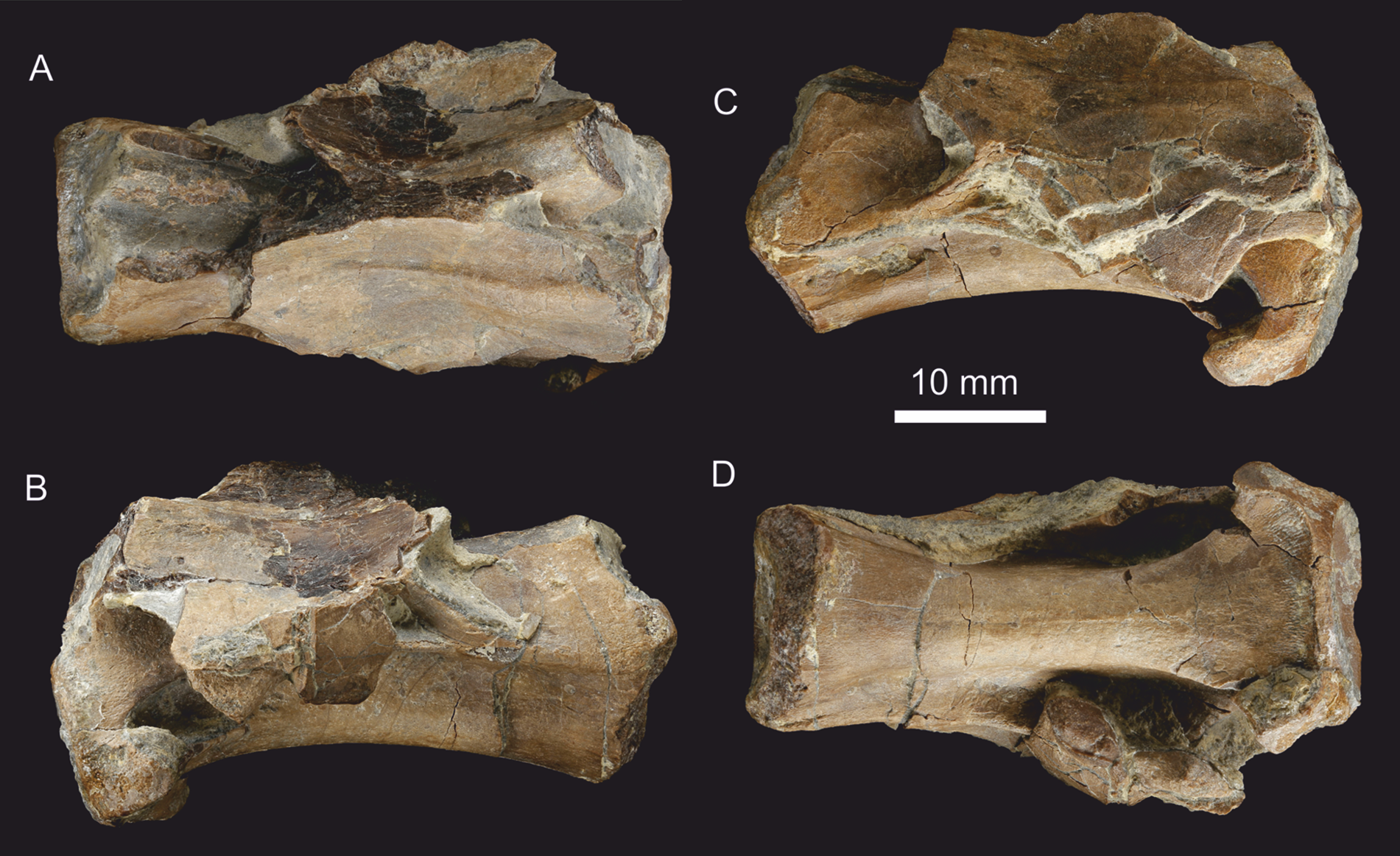
Een halswervel, wellicht de derde of vierde

De halswervels hebben langgerekte ingesnoerde wervellichamen die opisthocoel zijn, bol van voren en hol van achteren, en bekroond worden door lage doornuitsteeksels. De bolling aan de voorkant is gering. De wervellichamen hebben een vierkante dwarsdoorsnede. Hun onderkanten zijn licht bol. Vooraan ligt op het wervellichaam een pleurocoel, een uitholling voor een pneumatische opening. De facetten voor de nekribben liggen vooraan, het onderste, de parapofyse, ligt op het wervellichaam, de bovenste, de diapofyse, op de wervelboog. De nekribben zijn lang en dun.
De ribben hebben bovenaan een opvallend recht of hol stuk dat dan bol naar beneden buigt. De onderste ribkop, het capitulum, is lang, het tuberculum is veel korter.
De voorste staartwervel kan ook een achterste sacrale wervel van het heiligbeen zijn. De staartwervels hebben aan de onderkant twee evenwijdige kielen die naar voren lager worden en versmelten met het afgeronde voorgedeelte. De zijuitsteeksels zijn breed en plat. De voorste en achterste werveluitsteeksels zijn ongeveer even groot.
De buikribben zijn dun met een lengte tussen de vijf en zes centimeter. Hun punten lopen taps toe; het middenstuk heeft een doorsnede van vier millimeter. De voorranden en achterranden hebben langwerpige facetten voor het contact met de aanliggende buikribben.

##### Ledematen

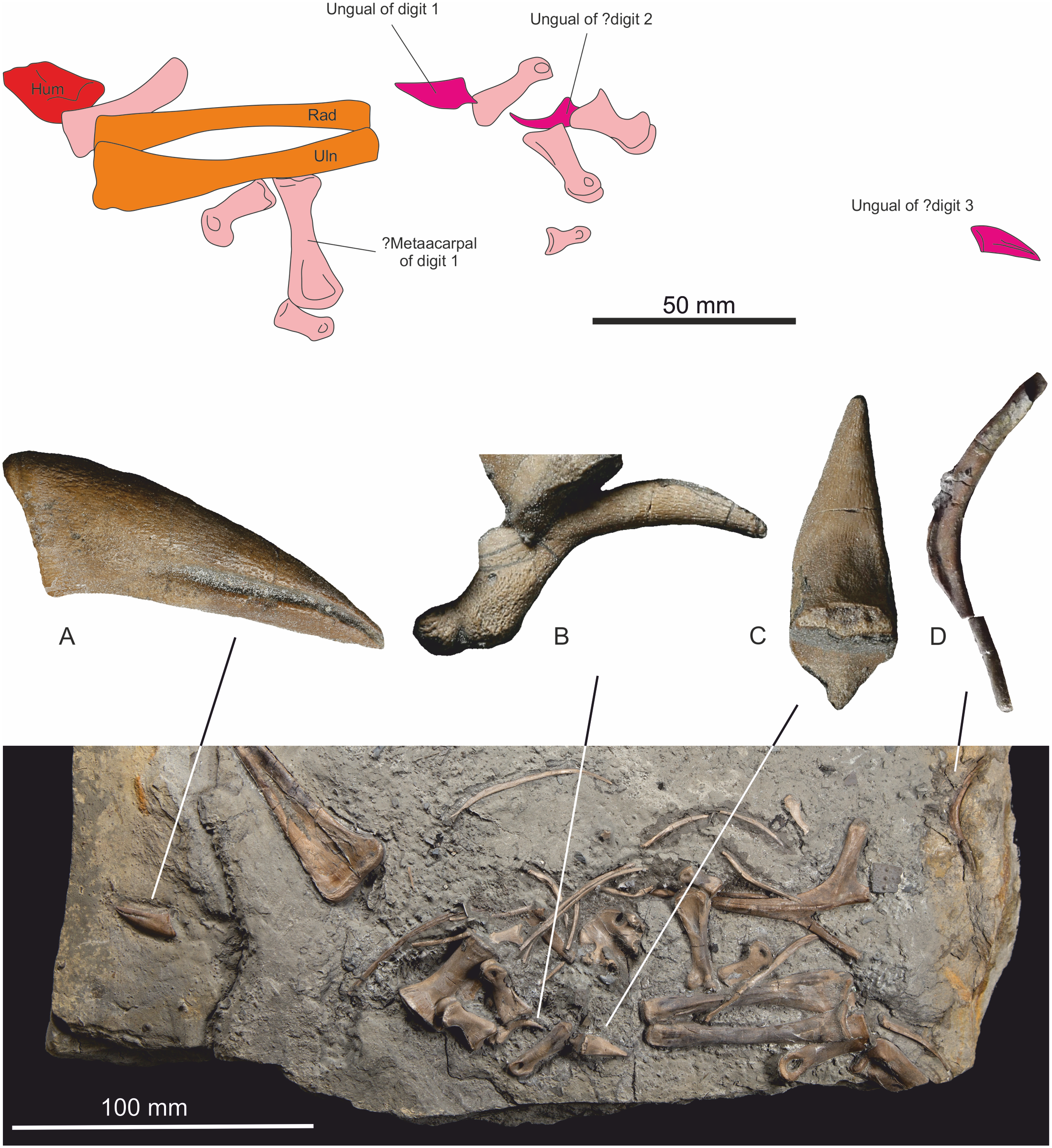
De voorpoot en helemaal rechts het vermeende vorkbeen

Het zelden gevonden vorkbeen is dun en symmetrisch gebogen met een lengte van acht centimeter. Zowel langs de voorrand als de achterrand loopt een dunne kiel die de punten net bereikt. De takken makken een hoek van 125° met elkaar en zijn niet gescheiden door een beennaad. De beschrijvers overwogen of het niet om het voorste gastralium kon gaan, waarmee vermeende furculae in het verleden vaak verward zijn, maar verwierpen deze hypothese omdat de vorm door de kielen verschilt van die van de buikribben. Een hypocleideum, voorste punt, lijkt te ontbreken tenzij de kielen een homologe structuur zouden vormen. Van theropoden uit het Trias of vroege Jura zijn verder alleen bij Segisaurus en Megapnosaurus vorkbeenderen bewaard; dat van Segisaurus heeft geen kielen maar dat van Megapnosaurus toont een korte richel bij de voorpunt. Volgens Michael Mortimer is het onaannemelijk dat het echt een vorkbeen betreft omdat van de takken de ene hol en de andere bol gebogen is. Hij acht het waarschijnlijker dat het om een stuk achterste rib gaat wat ook de opstaande randen zou verklaren.
Bij het opperarmbeen zijn de onderste gewrichtsknobbels duidelijk gescheiden door een trog die zich ver naar boven uitstrekt. De ellepijp heeft een lengte van drieënzeventig millimeter en is slank met verbrede uiteinden; de bovenzijde is tweemaal zo breed als de onderzijde en de minimale breedte van de schacht is zeven millimeter. Aan de binnenzijde lopen zowel bovenaan als onderaan kammen in de lengterichting, met respectievelijk een kwart en de helft van de schachtlengte. Het eveneens slanke spaakbeen is eenenzeventig millimeter lang en minder verbreed aan de uiteinden met een minimale schachtbreedte van zes millimeter. Een mogelijk eerste middenhandsbeen heeft een afgeschuind ondervlak dat de duim in oppositie met de andere vingers kon plaatsen. Volgens Mortimer gaat het echter om het tweede middenhandsbeen. De bewaarde vingerkootjes laten geen eenduidige reconstructie van de hand toe maar laten wel zien dat die ongeveer even lang was als de onderarm. Een mogelijke eerste klauw heeft een opvallende lip aan de bovenste bovenzijde. Een tweede klauw lijkt sterker gekromd. Een wellicht derde klauw is rechter met een lage brede "bloedgroeve". Gezien de rechte vorm vermoedde Mortimer dat het bij de eerste en derde klauw in feite om voetklauwen gaat. De geïllustreerde reconstructie van de hand met korte voorlaatste vingerkootjes en gereduceerde vierde vinger zou onbetrouwbaar zijn.
In het bekken heeft het schaambeen een lengte van 212 millimeter. Het aanhechtingspunt voor de Musculus puboischiofemoralis vormt slechts een lage bult. De "voet" is slechts verbreed, naar voren en achteren, tot tweemaal de breedte van de schacht in zijaanzicht. Van het zitbeen heeft de schacht een lengte van 129 millimeter. De bovenrand van het zitbeen wordt vooraan diep uitgehold door de onderkant van het heupgewricht. Het raakvlak met het schaambeen is recht en maakt, voorover hellend, een hoek van 45° met de schacht. Het raakvlak met het darmbeen is licht hol en maakt ongeveer de achterste helft van de bovenrand uit. Aan de bovenste voorrand van de schacht bevindt zich een rechthoekige processus obturatorius. De onderrand van dat uitsteeksel vormt een duidelijke inkeping. De schacht waaiert naar beneden uit in een "voet" die vermoedelijk naar voren wat meer uitsteekt dan naar achteren; de onderrand ervan is afgebroken.
De kop van het dijbeen staat haaks op de trochanter major en heeft een afgerond gewrichtsvlak. De trochanter minor staat af van de trochanter major, heeft daarvan ongeveer twee derde de hoogte en is ervan gescheiden door een duidelijke V-vormige groeve. De achterzijde van de schacht heeft een duidelijke vierde trochanter. Het kuitbeen heeft een bewaarde bovenste lengte van tien centimeter. Het is bovenaan zesentwintig millimeter breed in zijaanzicht en vernauwt naar onderen toe tot een breedte van zes millimeter, wat sneller over de achterrand vernauwend dan de voorrand. Ongeveer een centimeter onder het bovenvlak bevindt op de achterrand een lage verheffing die de aanhechting voor een spier kan zijn geweest.
Het sprongbeen heeft een onderzijde die in het midden iets uitgehold is en een korte opgaande tak die de voorzijde van het scheenbeen overgroeid moet hebben. Er is een derde, vierde en wellicht vijfde tarsale gevonden. Dat laatste duidt op de aanwezigheid van vijf middenvoetsbeenderen. De aanwezigheid van een vijfde tarsale zou echter uniek zijn binnen de Archosauriformes en Mortimer achtte het dus waarschijnlijker dat het om het hielbeen ging, hoewel een vijfde middenvoetsbeen op zich te verwachten is. De middenvoetsbeenderen hebben een D-vormige dwarsdoorsnede en bovenaan vlakke gewrichten voor het contact met de tarsalia. Het eerste middenvoetsbeen is dun met een schachtdoorsnede van vier millimeter. Het tweede middenvoetsbeen is langwerpig en heeft een lengte van 102 millimeter. Het heeft aan de bovenste binnenkant een glad vlak voor het contact met het derde middenvoetsbeen. Het tweede middenvoetsbeen heeft onderaan een duidelijke gewrichtsknobbel aan de buitenkant. Het derde middenvoetsbeen is het langst met 116 millimeter. Bovenaan zijn de zijden afgevlakt om nauw aan te sluiten met het tweede en derde middenvoetsbeen. Het vierde middenvoetsbeen is korter met 93 millimeter en kromt naar beneden iets naar buiten. Het eindigt in twee gewrichtsknobbels. Uit de gevonden teenkootjes kon geen formule worden afgeleid. Als Mortimer gelijk heeft in zijn vaststelling dat er voetklauwen bekend zijn, hebben die de normale rechtere vorm.

## Fylogenie
Dracoraptor staat volgens een cladistische analyse uitgevoerd door de beschrijvers basaal in de Neotheropoda sensu Sereno en is het meest basale lid van de Coelophysoidea sensu Sereno 2005 die uitvielen als een vroege aftakking.
Een analyse van Mortimer plaatste Dracoraptor buiten de Neotheropoda, in een kam met de Coelophysidae, Daemonosaurus en Tawa.

## Levenswijze
Lavernock Point vormde in het vroege Jura een eilandje ten zuidoosten van een wat groter eiland, de Welsh Landmass. Van de fauna ervan is weinig bekend. Kennelijk waren er voldoende prooidieren om een tweevoetig roofdier ter grootte van Dracoraptor mee in leven te houden. De prooien bestonden vermoedelijk uit kleine gewervelden zoals aangespoelde vissen, brughagedissen en kleine basale Synapsida. De beschrijvers, hoewel ze erkenden dat er weinig gegevens waren over de ecologie, lieten Dracoraptor illustreren als een roofdier en aaseter die de kustlijn afzocht naar voedsel. De illustratie toont Dracoraptor met primitieve veren. Hoewel daar geen directe aanwijzingen voor zijn, is de aanwezigheid van een isolerende vacht aannemelijk vanuit de vondst van zulke vachten bij andere Ornithodira en de warmbloedigheid waarop de pleurocoelen in de wervels wijzen.